# Финес и Ферб
«Финес и Ферб» (англ. Phineas and Ferb, иногда произносится как «Финеас и Фёрб») — американский мультипликационный сериал в жанре музыкальной комедии производства Disney Television Animation. Запуск в эфир был осуществлён 17 августа 2007 года в США. Всего вышло 4 сезона, в рамках которого было выпущено 126 серий «получасовой» и 5 специальных серий «часовой» длительности, содержащие в сумме 222 эпизода, полнометражный телевизионный фильм «Финес и Ферб: Покорение 2-го измерения» (англ. Phineas and Ferb the Movie: Across the 2nd Dimension), а также выпущенный уже после завершения сериала специально для Disney+ полнометражный фильм «Финес и Ферб: Кендэс против Вселенной» (англ. Phineas and Ferb the Movie: Candace Against the Universe). Официальным завершением сериала стал выход 12 июня 2015 года последней серии «часовой» длительности «Последний день лета». К тому времени он стал самым долго идущим телевизионным шоу в истории канала Дисней. 13 января 2023 года Disney Branded Television анонсировал на церемонии Ассоциации телевизионных критиков в Нью-Йорке, что сериал вернётся в двух сезонах, содержащих 40 эпизодов (по 20 эпизодов в каждом). Премьера состоялась летом 2025 года.
Отдельные эпизоды сериала следуют схеме с двумя сюжетными линиями: одна посвящена реализации двумя сводными братьями, Финесом и Фербом, невероятно сложных и кажущихся опасными проектов, и попыткам их старшей сестры Кендэс донести на них маме и доказать справедливость своих обвинений; другая сюжетная линия повествует о попытках злобного учёного Фуфелшмертца с помощью своих изобретений захватить власть и отомстить за свои старые несчастья, которые срывает секретный агент — Перри-Утконос, притворяющийся бездумным ленивым домашним питомцем мальчиков. Пересечение этих сюжетных линий часто создаёт ситуацию, которая скрывает следы деятельности мальчиков от их мамы.
Сериал оказался популярен не только среди детей, но и среди взрослых. Песни из сериала, которые начали включаться в каждый эпизод, начиная с эпизода «Звёзды на час», собрали четыре номинации на премию «Эмми»: в 2008 году заглавная тема серии и песня «Нет чувства ритма» из эпизода «Мы воссоединяем нашу группу», а в 2010 году — песня «Вернись к нам, Перри» из эпизода «А, вот где ты, Перри».

## Сюжет
В несуществующем американском городе Дэнвилль выдуманного Триштатья живут два удивительных мальчика, Финес Флинн и его сводный брат Ферб Флетчер. Каждый день каникул они, просто ради удовольствия, реализуют невероятно сложные и кажущиеся небезопасными проекты: они могут сделать гигантские американские горки через весь город или портал на Марс; стать за полдня популярными, создав группу одного хита; починить машину времени из музея и сгонять в прошлое или будущее; построить здание высотой до Луны; открыть свою линию одежды; устроить летом зиму или совершить на сделанном ими самолёте однодневное кругосветное путешествие вслед за солнцем. Свои развлечения они делят с друзьями — соседской девочкой, лидером гёрлскаутов Изабеллой, тихим занудным отличником Балджитом и здоровяком-задирой Бьюфордом. За ними всё время следит старшая сестра Финеса, Кендэс, чтобы поймать их за их опасными делами в присутствии мамы, Линды Флетчер (если, конечно, её не отвлечёт парень, в которого она влюблена, Джереми Джонсон).
В то же самое время как они развлекаются, злобный учёный Хайнц Фуфелшмертц строит на алименты от своей бывшей жены-миллионерши очередную машину, порождающую зло, с названием, оканчивающимся на «-инатор», с помощью которой он надеется отомстить за детские обиды или захватить власть в Триштатье, но его останавливает Перри-Утконос, секретный «Агент Пи», скрывающийся под видом домашнего питомца мальчиков. Убедившись, что никто его не видит, он надевает фетровую шляпу и тайком направляется в подземное убежище, где получает очередное задание от главы «Организации Без Крутой Аббревиатуры» («ОБКА»), на которую он работает, майора Монограмма. Проникнув в принадлежащий злому учёному небоскрёб «Фуфелшмертц Пакость Инкорпорейтед» (перед приходом Перри в штаб Фуфелшмертца появляется заставка с видом небоскрёба и фирменным слоганом-напевом в названии) Перри попадает в ловушку, выслушивает объяснения злобного плана, а затем освобождается и начинает сражение с доктором, каждый раз побеждая и уничтожая машину Фуфелшмертца.
В конце эпизода все сюжетные линии пересекаются, и в результате борьбы Перри и Фуфелшмертца следы деятельности мальчиков исчезают за мгновение до того, как позванная Кендэс мама обратит на них внимание. Всё заканчивается незаметным возвращением Перри в своём «домашнем» обличии, фразой Финеса «А, вот ты где, Перри» и показом огорчённой провалом Кендэс.
Этот типичный для большинства эпизодов сюжет может варьироваться в очень широких пределах, например, майор Монограм может поручить Перри задание, не связанное с доктором Фуфелшмертцем, одни герои могут действовать в роли других, порой Кендэс сама участвует в проделках Финеса и Ферба и старается скрыть их от мамы, и так далее.

## Целевая аудитория и концепция сериала
Издание «GeekDad» отмечало равный интерес к сериалу у зрителей всех возрастов, и, по словам создателей, они к этому и стремились. По словам Джефа Марша, они стремились не избегать шуток, которые могли бы быть непонятны ребёнку, надеясь, что ребёнок обратится за разъяснениями к родителю. По словам Дэна Повенмайра, их задачей было сделать шоу, где никто не выставляется придурком и не дурит другого.
Он охарактеризовал шоу как что-то среднее между «Гриффинами» и «Губкой Боб Квадратные Штаны».
В какой-то степени желание сделать шоу мягче, добрее было продиктовано тем, что в момент начала работы у них были маленькие дети.
Подытоживая опыт работы над сериалом, Джеф Марш выразил надежду, что будущие продюсеры сделают из их опыта вывод, что они никогда не ошибутся, переоценивая интеллект детей, что можно сделать хорошее шоу, не наполняя его низменными, примитивными шутками, можно дать детям самую серьёзную музыку, и они это воспримут.
Создатели сериала в своей работе придерживались некоторых ключевых принципов, чтобы добиться этого:
- Финес и Ферб никогда не делают что-то против воли своей мамы. Вещи, которые они делают, могут быть опасны, но они это не знают. Кендэс не хочет сделать им плохо, она действует во имя правды. Ни у кого нет низменных чувств[17].
- Проекты, которые создают Финес и Ферб, выбирались из условия, чтобы они выглядели заведомо нереальными для повторения, и тем самым маленькие зрители не могли подвергнуться опасности, пытаясь проделать увиденное ими на экране. В частности, из этих соображений в эпизоде «Роботородео» участвуют не реальные коровы, а роботы. Во всех встречающихся в реальной жизни обстоятельствах они соблюдают положенные меры безопасности, надевают шлемы, пристёгивают в машине ремни безопасности[12].
- Они стремились показать в сериале жизнь в смешанной семье и у разведённых родителей, поскольку считали, что дети из таких семей слишком мало видят их на экранах, чтобы чувствовать себя «нормальными»[18]. Как повторно женатый отец мальчиков Лоренц Флетчер, так и разведённый антигерой Хайнц Фуфелшмерц были показаны заботливыми родителями. В семье Флинн-Флетчеров между сводными братьями нет соперничества[19]. Создателям пришлось убеждать представителей «Дисней», что множеству детей из разведённых семей будет приятно увидеть в сериале, что и для них всё может быть в порядке[17].

## Персонажи мультсериала
В сериале можно выделить пять основных персонажей, вокруг которых разворачивается описанный выше основной сюжет: Финеса и его брата Ферба, их сестры Кендэс, доктора Хайнца Фуфелшмертца и Утконоса Перри. Остальные персонажи играют в мультсериале роль помощников главных героев, музыкальных исполнителей, персонажа, вокруг которого завязан сюжет серии и т. п. Многие из них являются родственниками, друзьями и соседями основных персонажей.

### Основные персонажи

Слева направо: Кендэс и Финес Флинн, Ферб Флетчер

#### Финес Флинн
Мальчик из семьи Флиннов-Флэтчеров примерно 9-10 летнего возраста с треугольной головой и красными волосами, родной сын Линды Флинн-Флетчер (англ. Linda Flynn-Fletcher), главный инициатор всех изобретений, составляющих сюжет серий мультсериала.

#### Ферб Флетчер
Сводный брат Финеса и Кендэс, сын Лоурэнса Флетчера, имеет прямоугольную голову в виде буквы «F» и зелёные волосы, на вид ровесник или чуть старше Финеса, серьёзный и молчаливый помощник своего брата в технической реализации его идей.

Кэндес Флинн

#### Кендэс Флинн
Кендэс Гертруда Флинн (англ. Candace Gertrude Flynn, другие варианты написания — Кэндес, Кендис, Кендес) — пятнадцатилетняя старшая сестра Финеса и сводная сестра Ферба. У неё длинные распущенные рыжие волосы, длинная шея, форма головы в профиль — буква «P», носит красную безрукавку и подпоясанную красным ремнём белую юбку. Стремится контролировать братьев и доносить об их опасной деятельности маме, но при этом часто участвует в их приключениях. Антагонист, ведь если ей удастся прижучить братьев, их приключениям настанет конец.

Перри-утконос

#### Перри-утконос
Утконос Перри (англ. Perry the Platypus) — домашний утконос, питомец Финеса и Ферба, тайный агент «ОБКА» (Организация Без Крутой Аббревиатуры), в чьи обязанности входит пресекать зловредную деятельность злобного учёного доктора Фуфелшмертца, в результате ставший ему не только врагом, но и единственным другом. Рисуется как прямоугольник бирюзового цвета, в двух видах: в горизонтальном положении под видом домашнего питомца и в вертикальном положении и с надетой шляпой в роли секретного агента.

Хайнц Фуфелшмерц

#### Доктор Фуфелшмертц
Противник Перри-утконоса, в конце ставший его другом, сутулый и худой, постоянно носящий белый халат поверх чёрной водолазки злобный учёный, владелец «Фуфелшмертц Пакость Инкорпорейтед» (англ. «Doofenshmertz Evil Inc.»), стремящийся с помощью своих изобретений захватить власть над Триштатьем и отомстить миру за свои обиды в детстве, и в то же время проявить себя хорошим отцом для своей равнодушной ко злу дочери Ванессы.

### Второстепенные персонажи
Среди второстепенных персонажей, с которыми взаимодействуют главные персонажи в развитии основных сюжетных линий, можно выделить таких, кто, за редким исключением, появляется на протяжении практически каждого эпизода. В первую очередь это члены компании Финеса и Ферба: влюблённая в Финеса соседская девочка Изабелла Гарсиа-Шапиро (англ. Isabella Garcia-Shapiro), лидер отряда гёрлскаутов № 46321 (англ. Fireside Girls), часто зовущая своих девочек Финесу и Фербу на помощь, а также составляющие комический союз маленький занудный отличник Балджит Тжиндер (англ. Baljeet Tjinder) и покровительствующий ему и издевающийся над ним здоровенный хулиган и любитель поесть Бьюфорд Ван Стомм (англ. Buford Van Stomm). Приключения Кендэс неразрывно связаны с её мамой Линдой Флетчер (англ. Linda Flynn-Fletcher), перед которой она старается разоблачить проделки братьев, и со Стэйси Сказка Гарсиа (англ. Stacy Zkazka Garcia Hirano), ближайшей подругой, с которой она постоянно делится всеми своими проблемами. При всей важности для приключений Кендэс её парня, Джереми Джонсона (англ. Jeremy Johnson), он всё-таки появляется в сериале далеко не в каждом эпизоде. «Боевиковую» сюжетную линию доктора Фуфелшмертца и Перри-утконоса невозможно представить без руководителя «ОБКА» Майора Фрэнсиса Монограма (англ. Major Francis Monogram), разъясняющего агентам их задания, и его помощника, молодого стажёра Карла (англ. Carl Karl the Intern).

## Производство

### Идея
Дэн Повенмайр и Джеф Марш познакомились, работая художниками на производстве мультсериала «Симпсоны». Им нравилось совпадение их вкусов, что они смеялись над одними и теми же шутками. Ещё работая сценаристами мультсериалов «Симпсоны», «Новая жизнь Рокко» и «Футурама», Марш и Повенмайр хотели посвятить один из их эпизодов своим воспоминаниям о летних каникулах в детстве, но не получали согласия Джо Мюррея и Мэтта Грейнинга.
К созданию своего собственного сериала их побудило желание работать вместе. На идее сериала отразилось их общее сожаление, что современные дети играют в консоли и смотрят видео, когда вокруг столько интересного, что можно сделать своими руками. Оптимальным временем для этого были бы летние каникулы. Сюжет, складывающийся из трёх пересекающихся в конце линий, возник под влиянием работы над сериалом «Новая жизнь Рокко», где тоже имеются несколько пересекающихся историй. Так возникла идея о линии Фуфелшмерца и Перри, где было бы активное действие. Обедая в ресторане, Повенмайр сделал набросок «треугольного ребёнка» на упаковочной бумаге, он «выглядел как пучок нахальства» (англ. bundle of chutzpah). Это был Финес (впоследствии, во время работы над сериалом, этот рисунок вместе с пятнами кофе был повешен в рамке в кабинете Повенмайра). Вернувшись из ресторана, он сделал набросок Ферба, Фуфелшмерца и Перри и наутро показал это Маршу.
С первых идей и до начала работы над сериалом прошло 16 лет. Первые попытки договориться с анимационными студиями начались ещё в 1993 году, но в то время желающих не нашлось. Одной из проблем была большая сложность сюжета, который было бы трудно уложить в одиннадцатиминутный эпизод, и который мог оказаться сложен для восприятия детьми. Коллеги по сериалу Губка Боб говорили авторам, что их два главных персонажа не имеют недостатков, поэтому с ними нельзя сделать интересное шоу.
Внезапно Дисней, который сначала отказался участвовать в проекте, объявил, что ожидает предложений по созданию сериала. Джеф Марш в это время работал в Англии, но на звонок Повенмайра с предложением вернуться к работе над проектом он немедленно ответил согласием. По словам Дэна Повенмайра, переговоры велись с Fox Kids, Nickelodeon и Disney, и, хотя идея нравилась всем, но Fox Kids, планировавшее запустить сериал на следующий сезон, провело множество встреч, но так и не приблизилось к решению, Nickelodeon переносило переговоры на всё более и более высокий уровень, и только «Дисней» предложил сделать пробный эпизод. Это были «Американские горки». После того, как Дэн Повенмайр и Джеф Марш доказали реалистичность своей идеи, «Дисней» предложил попробовать сделать по такому сюжету 26 эпизодов.
После того, как в 2006 году канал Дисней одобрил идею сериала, Повенмайр и Марш должны были представить свою идею руководству студии Дисней, где должно было идти производство. Вместо сценария они показали раскадровку, во время демонстрации которой Повенмайр озвучивал диалоги и звуковые эффекты. Этот подход обеспечил поддержку топ-менеджеров, которые убедились, что авторы хорошо представляют, чего хотят добиться, и предоставили им некоторую автономию в ведении проекта.

### Подбор актёров
Выбор актёров для озвучивания главных ролей осуществлялся по принципу популярности среди целевой аудитории, так были взяты Винсент Мартелла и Митчел Муссо. При этом Митчел Муссо изначально был предложен на роль Ферба, но, несмотря на то, что уже после создания пилотного эпизода было решено сделать Ферба англичанином и взять другого актёра, Мусо оставили в проекте, поскольку его голос понравился создателям. Его перевели на роль Джереми, любимого парня Кендэс, которая изначально была задумана как закадровая, но ради актёра была специально расширена.
За собой Повенмайр и Марш закрепили роли противостоящих друг другу доктора Фуфелшмертца и Майора Монограмма соответственно. Подбор гостевых персонажей осуществлялся Повенмайром и Маршем среди тех, кто активно выражал желание участвовать в шоу (англ. really want to work with), или если им казалось интересным присутствие актёра в шоу. В сериале немало эпизодов, где показаны знаменитости, при этом в большинстве случаев они сами озвучивали своих персонажей. Одним из немногих исключений был показанный в спецсерии «Финес и Ферб спасают лето» 44-й президент США Барак Обама, которого озвучил актёр Кевин Ричардсон.
За авторами сериала была инициатива и при приглашении актёров на изначально гостевые роли, которые впоследствии стали появляться регулярно. Среди них можно упомянуть автора «Шоу ужасов Рокки Хоррора», Richard O'Brien, который стал озвучивать отца мальчиков, Лоренца Флетчера, отсутствовавшего в оригинальной идее шоу, но позднее закрепившегося в нём и сыгравшего примерно в половине эпизодов.
Другим примером может послужить приглашение Оливии Олсон, дочери сценариста сериала, на роль Ванессы, дочери Фуфелшмертца. Эта роль так же изначально не планировалась, но закрепилась в сериале для показа отцовских чувств комического злодея. Молодой актрисе показалось забавным, что Ферб, герой Томаса Сангстера, был сделан влюблённым в её героиню, так же как были влюблены их персонажи в фильме «Реальная любовь» (2003), где они дебютировали.

### Работа над сериалом
Основная работа над сериями с участием Дэна Повенмайра и Джеффа Марша шла в студии Дисней в городе Бербанк в Калифорнии.
Сценарии отдельных серий писались четырьмя основными авторами, придерживающимися чётких правил, в соответствии с которыми, в частности, проекты мальчиков не должны казаться «волшебными», и в то же время, из соображений безопасности, должны выглядеть заведомо недоступными для повторения зрителями. Идей, сценарии и раскадровки рассматривались на еженедельных заседаниях по понедельникам. Набросок сценария, содержащий немногим больше набора сцен и диалогов, затем прогонялся перед всей командой проекта, чья реакция на шутки учитывалась при написании окончательного варианта сценария. В каждую серию так же включались стандартные шутки, в том числе постоянные реплики персонажей.
Подробности, придуманные для более ранних эпизодов, старались учесть при написании сценария более поздних, в результате последовательность эпизодов складывается в цельную историю. Порой это принимало такие формы, как в эпизоде «Американские горки: Мюзикл», где в момент вылета в космос показан инопланетянин Мип, а в момент прохода Кендэс и Мамы мимо автостоянки за одной из машин показаны две Кендэс из будущего, появившиеся в серии «Квантовый трип-хоп Финеса и Ферба». Серия обычно разбивалась на одиннадцатиминутные сегменты. Повенмайр так же отмечал, что им приходилось работать в очень высоком темпе, создавая за неделю то, на что в сериале Гриффины, предназначенном для показа в лучшее эфирное время, отводился месяц.

Стадии работы над сценой от наброска до окончательно оформленного кадра.

Прорисовка промежуточных кадров осуществлялась на Rough Draft Studios в Южной Корее, Wang Film Productions в Тайване, и Synergy Animation и Hong Ying Animation в Шанхае с использованием пакета двумерной анимации Toon Boom. Общее руководство производством было взято на себя Дэном Повенмайром вместе с Заком Монкрифом и Робертом Хьюзом. Сам Повенмайр отмечал, что серия позаимствовала «очень графичный стиль» американского классика анимации Текса Эйвери (внедрение геометрических фигур в изображения персонажей, объектов и фоны). Практически в каждом эпизоде, как «пасхальные яйца», присутствуют треугольники в фоне, на деревьях или зданиях. Несмотря на то, что при анимировании прорисовывались все 25 кадров, для показа динамики нередко использовалась не оставшаяся незамеченной фанатами особая техника рисования, при которой лица и части тел персонажей преднамеренно искажались, порой с той же целью им пририсовывались дополнительные глаза или руки.
Ещё одна особенность анимации сериала, которую подчёркивает Джефф Марш — яркие, «конфетные» цвета для персонажей при гораздо более реалистичной прорисовке фона и всех предметов, с которыми персонажи работают. При дизайне главных персонажей их изображения старались делать как можно более простыми, чтобы дети их могли нарисовать сами. Кроме того, это сделало их легко различимыми, в чём создатели последовали установкам Мэтта Грёнинга — делать персонажей различимыми в силуэте.
Визитной карточкой сериала стали песни, придуманные непосредственно создателями сериала Дэном Повенмайром и Джефом Маршем.
Критик Дэвид Перлмуттер отмечает сходство этих музыкальных номеров с теми, которые Дэн Повенмайр придумывал для сериала Гриффины.
В первых эпизодах, начиная с пилотного, «Американские горки», их ещё не было, но во время демонстрации руководству студии Дисней песен для эпизода «Звёзды на час», который делался следующим, им предложили делать песни для каждого эпизода. Композитор Дэнни Якоб, говоря о своей работе над сериалом, отмечал, что, создавая музыку для персонажей, он исходил из заданных ассоциаций (например, Джеймс Бонд для Перри и Волшебник страны Оз для Кендэс), и не пытался упростить музыку ради детей, но по большей части ему приходилось аранжировать мелодии Марша и Повенмайра. Черновые варианты песен, создаваемых Маршем и Повенмайром, передавались композитору через его автоответчик. По оценкам Марша, хотя песни порой писались как будто сами, а порой с большим трудом, им всё же обычно не приходилось тратить на создание песни более одного часа.
12 сентября 2023 года начиналась запись реплик для 5-го сезона.

## Список эпизодов
Мультсериал «Финес и Ферб» выходил с 2007 по 2015 год. Всего вышло 4 сезона мультсериала и два полнометражных мультфильма.
| Сезон      | Серий      | Эпизодов   | Начало показа   | Конец показа    |
| ---------- | ---------- | ---------- | --------------- | --------------- |
| 1          | 26         | 47         | 17 августа 2007 | 18 февраля 2009 |
| 2          | 39         | 65         | 19 февраля 2009 | 11 февраля 2011 |
| 3          | 35         | 62         | 4 марта 2011    | 30 ноября 2012  |
| 4          | 35         | 48         | 7 декабря 2012  | 12 июня 2015    |
| 5          | 20         | 20         | лето 2025       | лето 2025       |
| 6          | 20         | 20         | TBA             | TBA             |
| Фильмы     | Телефильм  | Телефильм  | 5 августа 2011  | 5 августа 2011  |
| Фильмы     | Кинофильм  | Кинофильм  | 28 августа 2020 | 28 августа 2020 |
| Спецэпизод | Спецэпизод | Спецэпизод | 9 ноября 2015   | 9 ноября 2015   |

## Полнометражные фильмы
Всего было выпущено 2 полнометражных фильма: «Финес и Ферб: Покорение 2-го измерения» и «Финес и Ферб: Кэндис против Вселенной». Первый был телефильмом, поскольку показывался и в кинотеатрах, и на канале Disney. Второй же фильм выходил исключительно на платформе Disney+.

### Финес и Ферб: Покорение 2-го измерения
О намерении создать полнометражный мультипликационный телефильм было объявлено в пресс-релизе Студии Уолта Диснея от 3 марта 2010 года. Фильм вышел в США 5 августа 2011 года на канале Disney Channel и 13 августа — на канале Disney XD. В России фильм вышел 21 марта 2012 года на канале Disney. На DVD он был выпущен 23 августа 2011 года в США и 6 марта 2012 года — в России.
По сюжету, Финес и Ферб случайно оказываются гостями доктора Фуфелшмертца и помогают ему закончить изобретение, которое может перемещать всех в параллельное измерение — «Другоеизмеренеинатор». Вместе они проникают во Второе измерение, где открывают тайну Перри-Утконоса и узнают, что в Дэнвилль второго измерения находится под диктатурой другого, более серьёзного доктора Фуфелшмертца и там никогда не бывает лета. Мальчики встречаются со своими альтернативами из другого измерения и вступают в контакт с отрядом сопротивления, в котором участвуют альтернативная Изабелла и гёрлскауты, Балджит и Бьюфорд. Во главе его стоит альтернативная Кендэс, которая в тайне от всех старается защитить братьев. В это время в «нашем» измерении Кендэс считает, что в исчезновении Финеса и Ферба, как и всего, что они строят и организуют, замешана некая Таинственная Сила, которая проявляется только в присутствии мамы. Пытаясь установить с ней контакт, она под влиянием попытки Финеса и Ферба вернуться в своё измерение попадает к ним во второе измерение. Вместе они оказывают сопротивление Фуфелшмертцу и возвращаются в своё измерение, однако вместе с ними в их измерение попадают и роботы альтернативного Фуфелшмертца, который захотел установить господство над другим измерением. Мальчики организуют ему сопротивление с помощью сделанных ими в предыдущих сериях изобретений, а доктор Фуфелшмертц отдаёт ему потерянный им в детстве игрушечный паровозик, что отвлекает его от его злодейских планов. После победы мальчики, ради того чтобы оставить у себя Перри-Утконоса, чью тайну они узнали, проходят через процедуру стирания памяти.

### Финес и Ферб: Кендэс против Вселенной
11 января 2011 года международный руководитель Disney Channel Гэри Марш объявил о планах создания на базе Финеса и Ферба в сотрудничестве с одним из продюсеров фильма «Трон: Наследие» Шином Бейли полнометражного художественного кинофильма.
6 сентября 2011 года Дэн Повенмайр и Джефф Марш закончили сценарий.
В октябре 2011 года фильму было присвоено временное название «Финес и Ферб» и назначена дата выхода 26 июля 2013 года, на которую ранее планировалось выпустить фильм Тор 2: Царство тьмы.
Также было объявлено, что для доработки сценария нанят Майкл Арндт, работавший над «Историей игрушек 3», продюсирование будет осуществлять принадлежащая «Дисней» студия Mandeville Films, а фильм будет смесью анимации и живого действия.
Чуть ранее появились слухи, что Джим Керри будет играть Фуфелшмертца «вживую», но Дэн Повенмайр официально заявил, что персонажи мультсериала останутся анимированными и в фильме.
В октябре 2012 года выход был сдвинут на 2014 год, а в августе 2013 года фильм был вычеркнут из производственных планов. Несмотря на это, Джефф «Свомпи» Марш заверил в своём Твиттере, что фильм не отменён, а лишь приостановлен.
12 июля 2015 года было вновь подтверждено, что сценарий фильма готов, но его выпуск всё ещё не включён в производственное расписание Диснея.
11 апреля 2019 года было объявлено, что фильм будет выпущен на сервисе Disney+ под названием «Финес и Ферб: Кендэс против Вселенной» в течение года после запуска сервиса. По сюжету Финес и Ферб пытаются спасти свою сестру после того, как её похитили инопланетяне. Большая часть актёрского состава сыграла свои роли, за исключением Томаса Сангстера в роли Ферба, которого заменил Дэвид Эрриго-младший.

## Специальные эпизоды
В рамках мультсериала вышло несколько эпизодов, посвящённых специальной теме. Пять из них имеют «часовую» длительность, и выпущены в одно- и двухсерийном варианте. По словам Дэна Повенмайра, длинные эпизоды были освежающими для авторов, поскольку позволяли писать эмоциональней и многозначительней, добавить больше весёлого действия.
- Лето — твоя пора! (англ. Phineas and Ferb Summer Belongs to You!) — специальный эпизод, вышедший во 2 сезоне. Финес и Ферб решили сделать день летнего солнцестояния ещё длиннее, и, поспорив с Бьюфордом, отправились в кругосветное путешествие вслед за солнцем, чтобы обогнуть земной шар за один день. Доктор Фуфелшмертц стремится доказать присоединившейся к их путешествию дочери Ванессе, что она для него важнее, чем его работа, Изабелла всеми силами старается обратить на себя внимание Финеса, а Кендэс и Джереми делают очередной шаг в своих отношениях.
- Финес и Ферб: Звёздные Войны (англ. Phineas and Ferb: Star Wars) — кроссовер между героями мультсериала и космической саги Звездные войны, по сюжету которого Перри похищает чертежи Звезды смерти, Финес, Ферб и Изабелла стремятся доставить их к повстанцам, а Кендэс, Бьюфорд и Балджит служат имперскими штурмовиками и пытаются их прижучить[21]. В это время Дартеншмерц создаёт «Ситх-инатор», который должен помочь ему стать сильнейшим из ситхов.
- Финес и Ферб спасают лето (англ. Phineas and Ferb Save Summer) 4 сезона. В этой серии члены злодейской организации «Л. Ю. Б. О. В. Н. И. Ч. К. И.» (англ. L.O.V.E.M.U.F.F.I.N.) используют созданный Фуфелшмертцем Инатор, чтобы шантажировать весь мир угрозой погрузить землю в новый ледниковый период.
- Ночь живых аптекарей (англ. Night of the Living Pharmacists) из 4 сезона. В этой серии созданный Фуфелшмерцем Инатор вызвал цепную реакцию, превращающую жителей Дэнвилля в похожих на самого Фуфелшмертца зомби, и ему приходится, чтобы спасти свою дочь Ванессу, помогать компании Финеса и Ферба строить устройство, превращающее всех «аптекарей» в прежних людей.
- Последний день лета (англ. Phineas and Ferb: Last Day of Summer) — последняя серия 4 сезона и сериала в целом. В этой серии Кендэс, придя в гости к дочери Фуфелшмертца Ванессе, запускает «Дни-Повторитель-инатор», чтобы повторить прижучивание, и это создаёт угрозу существованию пространства и времени, а Ванесса, поступив стажёром в «ОБКА», убеждает отца, что он на самом деле не злой и убеждает его работать вместе с ней.

Прочие специальные эпизоды имеют обычную длительность либо изначально разделены на две серии:
- Музыкальный клиптастический марафон Финеса и Ферба (англ. Phineas and Ferb Musical Cliptastic Countdown) — специальный эпизод, вышедший во 2 сезоне мультсериала. Эпизод представляет собой шоу, в котором Майор Монограм и Доктор Фуфелшмертц ведут своего рода хит-парад, состоящий из 10 песен из первого сезона, за которые проголосовало наибольшее число зрителей[51].

Эпизод примечателен тем, что здесь впервые озвучивается имя Майора Монограма — Фрэнсис (что послужило источником насмешек Доктора Фуфелшмертца).
- Финес и Ферб: Рождественские каникулы (англ. Phineas and Ferb Christmas Vacation!) — специальный эпизод, вышедший во 2 сезоне мультсериала[52]. Эпизод повествует о пред-рождественской суматохе в Триштатье, нарушенной Инатором доктора Фуфелшмертца, из-за которого все жители Дэнвилля оказались в списке непослушников Санта-Клауса, и Финес и Ферб вместе с друзьями стремятся всё исправить. Оказалось, что всё это было задумано Санта-Клаусом, чтобы выполнить рождественские пожелания друзей. Выпущен в двух вариантах монтажа: полном 45-минутном и получасовом, в котором из примечательных сцен вырезано отмеченное критиком признание Изабеллы, что она предпочитает Хануку[52].
- Рождество Финеса и Ферба (англ. A Phineas and Ferb Family Christmas) — короткий специальный эпизод, вышедший в начале 3 сезона, дополняемый до серии эпизодом «S’Winter» из первого сезона. В нём Финес и Ферб, пригласив в гости Келли Кларксон, воспроизвели празднование Рождества с песнями и трансляцией по телевидению прямо посреди лета[53]. Впервые эпизод вышел в эфир 2 декабря 2011 года[54].
- А где Перри? (англ. Where’s Perry?) — двухсерийный специальный эпизод с приглашённой звездой Ленни Генри в роли Игги, вышедший в 3 сезоне мультсериала[55]. В первой серии Финес и Ферб с семьёй и друзьями отправляются в Африку в гости к другу отца Ферба, Игги, в то время как Фуфелшмертц задумал сделать майора Монограмма своим союзником, но, промахнувшись, сделал злодеем Карла. Во второй серии Карл отправляется в Африку ловить Перри, чей отпечаток лапы нужен ему для завоевания Триштатья, но майору Монограмму удаётся убедить Фуфелшмерца помочь ему вернуть Карла на сторону добра.
- Финес и Ферб: Миссия Марвел (англ. Phineas and Ferb: Mission Marvel) — двухсерийный кроссовер между героями сериала и героями комиксов Марвел: Человек-паук, Халк, Железный человек и Тор. Вышел эпизод 16 августа 2013 года.
- Музыкальный клиптастический марафон Финеса и Ферба с участием Келли Осборн (англ. Phineas and Ferb Musical Cliptastic Countdown Hosted by Kelly Osbourne) — специальный эпизод, вышедший в 4 сезоне мультсериала 28 июня 2013 года. Голосование за эпизоды, которые должны были войти в него, шло с 24 мая по 17 июня. Как и в предыдущей части «марафона», Доктор Фуфелшмертц и Майор Монограм ведут хит-парад самых популярных песен 2 и 3 сезона сериала по версии телезрителей, однако к ним присоединяется и популярная ведущая и певица Келли Осборн[56].

## Спин-оффы

### Ток-шоу Финеса и Ферба
Дисней произвёл ток-шоу с живым действием, где Финес и Ферб (в мультипликационном виде) берут интервью у знаменитостей, каждая серия идёт около 2 минут, также известно, что в шоу уже давали интервью: Тони Хоук, Рэнди Джексон, Сет Роген, Тейлор Свифт, Энди Семберг, Сиара, Эмма Робертс, Джек Блэк, Реджис Филбин, Нил Патрик Харрис, Ванесса Хадженс, Тайра Бэнкс, Линдси Лохан, Дэвид Бэкхэм.

### Архивы О.Б.К.А.
7 мая 2015 года было объявлено, что после финального фильма последнего сезона сериала будет выпущен специальный выпуск мультфильма «часовой» длительности, который выйдет в эфир на канале Disney XD. В России он вышел 14 декабря 2015 года. В этом эпизоде рассказывается о приключениях нового агента «ОБКА» Хайнца Фуфелшмертца, под руководством Перри проходящего вместе с другими животными-агентами тренировку для работы в команде, когда они все вместе оказались вынуждены противостоять планам Профессора Парентеза, задумавшего уничтожить их организацию.

## Кроссовер с мультсериалом «Закон Мёрфи»
После завершения сериала, Дэн Повенмайр сказал, что он хотел бы сделать кроссовер «Финеса и Ферба» с последующим шоу его и Джефа Марша, «Закон Мёрфи», действия которого происходят в той же вселенной, что и «Финес и Ферб».
21 июля 2017 года было объявлено, что кроссовер запланирован на 2018 год. Однако, 9 августа 2018 года было объявлено о премьере эпизода в январе 2019 года. Весь актёрский состав «Финеса и Ферба» подтвердил свои роли, за исключением Томаса Сангстера, вместо которого Ферба озвучил Дэвид Эрриго-младший.
Кроссовер вышел в эфир 5 января 2019 год как премьерная двойная серия «The Phineas and Ferb Effect» 2 сезона мультсериала «Закон Мёрфи». Перед этим в конце эпизода «Fungus Among Us» 1 сезона появился Хайнц Фуфелшмертц. После кроссовера персонажи из «Финеса и Ферба», а именно: Фуфелшмертц, Перри Утконос, майор Монограмм и Карл присоединились к основным героям «Закона Мёрфи».

## Связанная продукция
Детский журнал «Финес и Ферб» выпускался в России официальным лицензиантом «The Walt Disney Company», издательством «Эгмонт». Журнал выходил 1 раз в месяц в формате 210×285 мм и предназначался для возрастной аудитории 6-8 и 9-12 лет.
Уже во время первого сезона корпорация «Дисней» начала производство браузерных игр по мотивам сюжетов отдельных эпизодов сериала.

## Озвучивание
| Персонаж                 | Озвучивание           |                   |
| Главные персонажи        | Главные персонажи     | Главные персонажи |
| ------------------------ | --------------------- | ----------------- |
| Финес Флинн              | Винсент Мартелла      |                   |
| Ферб Флэтчер             | Томас Сангстер        |                   |
| Кендэс Флинн             | Эшли Тисдейл          |                   |
| Утконос Перри            | Ди Брэдли Бэйкер      |                   |
| Хайнц Фуфелшмертц        | Дэн Повенмайр         |                   |
| Второстепенные персонажи |                       |                   |
| Роджер Фуфелшмертц       | Джон О’Харлей         |                   |
| Изабелла Гарсиа-Шапиро   | Элисон Стоунер        |                   |
| Бьюфорд Ван Стомм        | Бобби Гейлор          |                   |
| Балджит Тжиндер          | Молик Панчоли         |                   |
| Линда Флинн-Флэтчер      | Кэролайн Ри           |                   |
| Лоурэнс Флэтчер          | Ричард О’Брайен       |                   |
| Фрэнсис Монограмм        | Джефф «Свомпи» Марш   |                   |
| Карл Карл                | Тайлер Александр Манн |                   |
| Джереми Джонсон          | Митчел Муссо          |                   |
| Стейси Хирано            | Келли Ху              |                   |
| Ванесса Фуфелшмертц      | Оливия Олсон          |                   |
| Бэтти Джо Флинн          | Кэролайн Ри           |                   |
| Шарлин Фуфелшмертц       | Эллисон Дженни        |                   |
| Уйнфрэд Флэтчер          | Джейн Карр            |                   |
| Клайд Флинн              | Барри Боствик         |                   |
| Реджинальд Флэтчер       | Малкольм Макдауэлл    |                   |
| Сьюзи Джонсон            | Кэри Уолгрен          |                   |
| Альберт Ду Бойс          | Дидрих Бадер          |                   |
| Ирвинг Ду Бойс           | Джек Макбрайер        |                   |
| Робот Норм               | Джон Винер            |                   |
| Лулу                     | Викки Льюис           |                   |

## Критика
Дэвид Перлмуттер в своей книге «America Toons In: A History of Television Animation» отмечал, что такая чрезмерная лёгкость, с какой герои мультсериала, никогда не ошибаясь в своих технических решениях, достигают успеха в столь сложных проектах, на которые другие должны были бы положить всю жизнь, кажется издевательством над «Американской мечтой», однако это умеряется тем, что герои не собираются делать вызов миру, а лишь развлекаются.
Дэвид Корнелиус в своём обзоре DVD «Phineas and Ferb: The Fast and the Phineas» исследует причины, по которой повторяющийся из серии в серию сюжет не приедается, как это следовало бы ожидать, и даже способствует популярности шоу, и задаётся вопросом, долго ли ещё сценаристы могут надеяться придумывать всё новые и новые идеи для реализации мальчишками в очередных сериях? Он отмечает, что сценарий связывает куски дружелюбной детям комедии поверх умной игры слов, вольное обращение с реальностью, при этом поток шуток — самых разнообразных, грубых, тонких — идёт с бешеной скоростью.

## Награды и номинации
| Награда | Итог       |
| 2013 Kids’ Choice Awards                                                                                                |            |
| Favorite Cartoon | Номинация  |
| 1st Annual Cynopsis Kids !magination Awards                                                                             |            |
| Best Tween Series | Победа     |
| Best Tween Special/TV Movie (за «Финес и Ферб: Покорение 2-го измерения»)                                               | Победа     |
| 2012 Kids’ Choice Awards                                                                                                |            |
| Favorite Cartoon | Номинация  |
| 2011 Children’s representatives ceremony (Israel):                                                                      |            |
| Favorite Cartoon | Номинация  |
| 2011 Kids Choice Awards Argentina:                                                                                      |            |
| Favorite Cartoon | Победа     |
| 2011 Kids Choice Awards Mexico:                                                                                         |            |
| Favorite Cartoon | Победа     |
| 2011 Kids Choice Awards:                                                                                                |            |
| Favorite Cartoon | Номинация  |
| 2010 Премия «Энни» |            |
| Best Writing in a Television Production (за эпизод «Nerds of a Feather»)                                                | Номинация  |
| 2010 Дневная премия «Эмми»                                                                                              |            |
| Outstanding Writing in AnimationB                                                                                       | Победа     |
| Outstanding Original Song — Children’s and Animation (за «Come Home Perry»)                                             | Номинация  |
| Outstanding Achievement in Music Direction and Composition                                                              | Номинация  |
| Outstanding Achievement in Sound Editing — Live Action and Animation                                                    | Номинация  |
| 2010 Kids Choice Awards:                                                                                                |            |
| Favorite Cartoon | Номинация  |
| 2009 British Academy Children’s Awards                                                                                  |            |
| Best TV | Номинация  |
| 2009 Премия Эмми: |            |
| Outstanding Special Class — Short-format Animated Programs (за эпизод «The Monster of Phineas-n-Ferbenstein»)           | НоминацияA |
| 2009 Pulcinella Awards:                                                                                                 |            |
| Special Mention — Best Flash Animation                                                                                  | Победа     |
| Best TV Series for Kids                                                                                                 | Победа     |
| 2009 Премия «Энни»: |            |
| Best Animated Television Program                                                                                        | Номинация  |
| 2009 Kids Choice Awards:                                                                                                |            |
| Favorite Cartoon | Номинация  |
| 2008 British Academy Children’s Awards                                                                                  |            |
| Best International | Номинация  |
| 2008 Премия Эмми: |            |
| Outstanding Original Main Title Theme Music (за «Today Is Gonna Be a Great Day»)                                        | Номинация  |
| Outstanding Original Music and Lyrics (за «Нет чувства ритма» из эпизода «Dude, We’re Getting the Band Back Together!») | Номинация  |

1.↑  Academy of Television Arts & Sciences объявила, что не будет определять победителя в этой номинации.
2.↑  Вместе с «Рога и копыта. Возвращение».

## Комментарии
1. 1 2 3  В указанном числе серий эпизоды «часовой» длительности учтены в двухсерийном варианте монтажа.
2. ↑  Город Дэнвилль придуман по образу родного города Дэна Повенмайра[11]
3. ↑  Например, в эпизоде «Да здравствует Фуфелания» сюжетная линия Фуфелшмертца следовала шаблону сюжетной линии Финеса и Ферба, и наоборот
4. ↑  Многие знаменитости заявляли о своей любви к сериалу, включая Bob Eubanks, Anthony LaPaglia, Ben Stiller, Chaka Khan, и Jake Gyllenhaal. Paige Wiser. An interview with the creators of 'Phineas and Ferb' (англ.). Chicago Sun Times (21 декабря 2009). Дата обращения: 25 декабря 2009. Архивировано из оригинала 24 декабря 2009 года.
5. ↑  
В интервью изданию «GeekDad» Дэн Повенмайр сказал, что, придумывая приключения, которые выбирают себе Финес и Ферб, ориентировался на интересы 9-летнего мальчика[12], кроме того, через 10 лет (в серии «Act Your Age») Финес окончил последний, 12-й класс школы, и собрался поступать в колледж, что в США обычно происходит в возрасте 18-19 лет.
6. ↑  В пресс-релизе «Дисней» отмечалось, что возможность сделать братьев одновозрастными и в то же время не близнецами была одним из аргументов в пользу того, чтобы объявить их сводными[20].
7. ↑  Возраст Кендэс известен из серии «Комета Кремилиана», согласно которой через 73 года ей будет 88 лет
8. ↑  В частности, эпизод «Лето — твоя пора» показывается на канале Дисней на Youtube Архивная копия от 23 ноября 2020 на Wayback Machine в двухсерийном варианте.
9. ↑  Разговор Монограмма с Фуфелшмертцем о «мужском написании» его имени через букву «i» связан с существованием женского имени «Фрэнсес (англ. Frances)»